# Симонова (Ишимский район)
Симонова — деревня в Ишимском районе Тюменской области России. Входит в состав Клепиковского сельского поселения.

## История
До 1917 года входила в состав Жиляковской волости Ишимского уезда Тюменской губернии. По данным на 1926 год состояла из 90 хозяйств. В административном отношении входила в состав Синицынского сельсовета Жиляковского района Ишимского округа Уральской области.

## Население
| Численность населения | Численность населения | Численность населения |
| 1926                  | 2002                  | 2010                  |
| --------------------- | --------------------- | --------------------- |
| 445                   | 45                    | 63                    |

По данным переписи 1926 года в деревне проживало 445 человек (215 мужчин и 230 женщин), в том числе: русские составляли 98% населения, украинцы — 1%.
Согласно результатам переписи 2002 года, в национальной структуре населения русские составляли 87% из 45 человек.